# 拉希姆亞爾汗
拉希姆亞爾汗是巴基斯坦旁遮普省的一個城市。它是巴基斯坦人口第16多的城市，並且是拉希姆亞爾汗縣的首府，是重要的商業和工業中心。面積22平方公里，2023年人口517,000，其中96%居民信奉伊斯蘭教。
境內的邦格清真寺是拉希姆亞爾汗的信仰中心，設計和建造期間橫跨近50年，直到1982年才重新啟用，並在1986年獲得阿迦汗建築獎。

## 外部連結
- Rahim Yar Khan Dot Com （页面存档备份，存于）
- رحیم یار خان Rahim Yar Khan （页面存档备份，存于）